# خط ۴ متروی پاریس
خط ۴ متروی پاریس (انگلیسی: Paris Métro Line 4) یکی از خطوط متروی پاریس است.
این خط که در سال ۱۹۰۸ تأسیس شده دارای ۲۷ ایستگاه و ۱۲٫۱ کیلومتر طول می‌باشد.

## نگارخانه

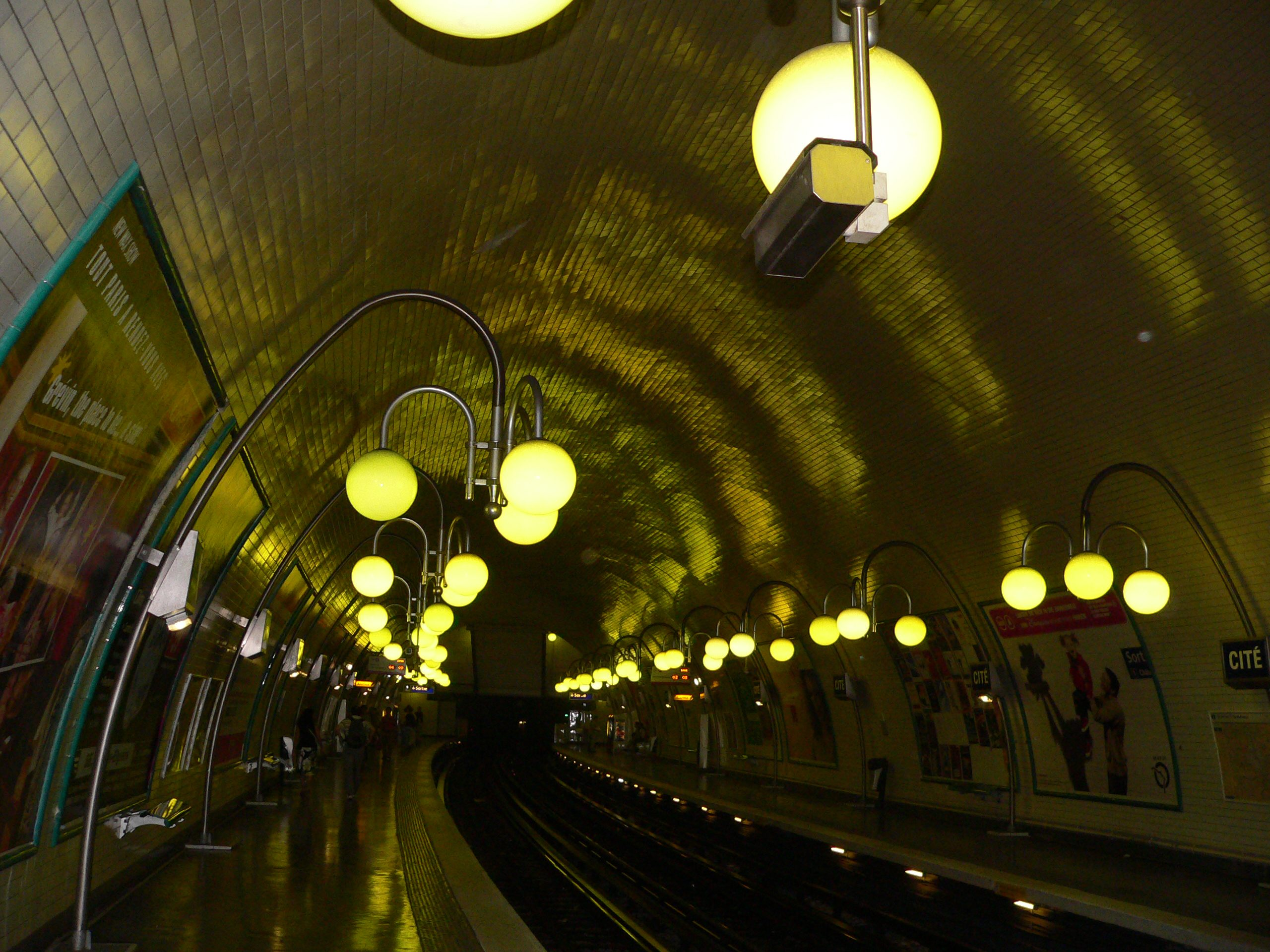
Cité
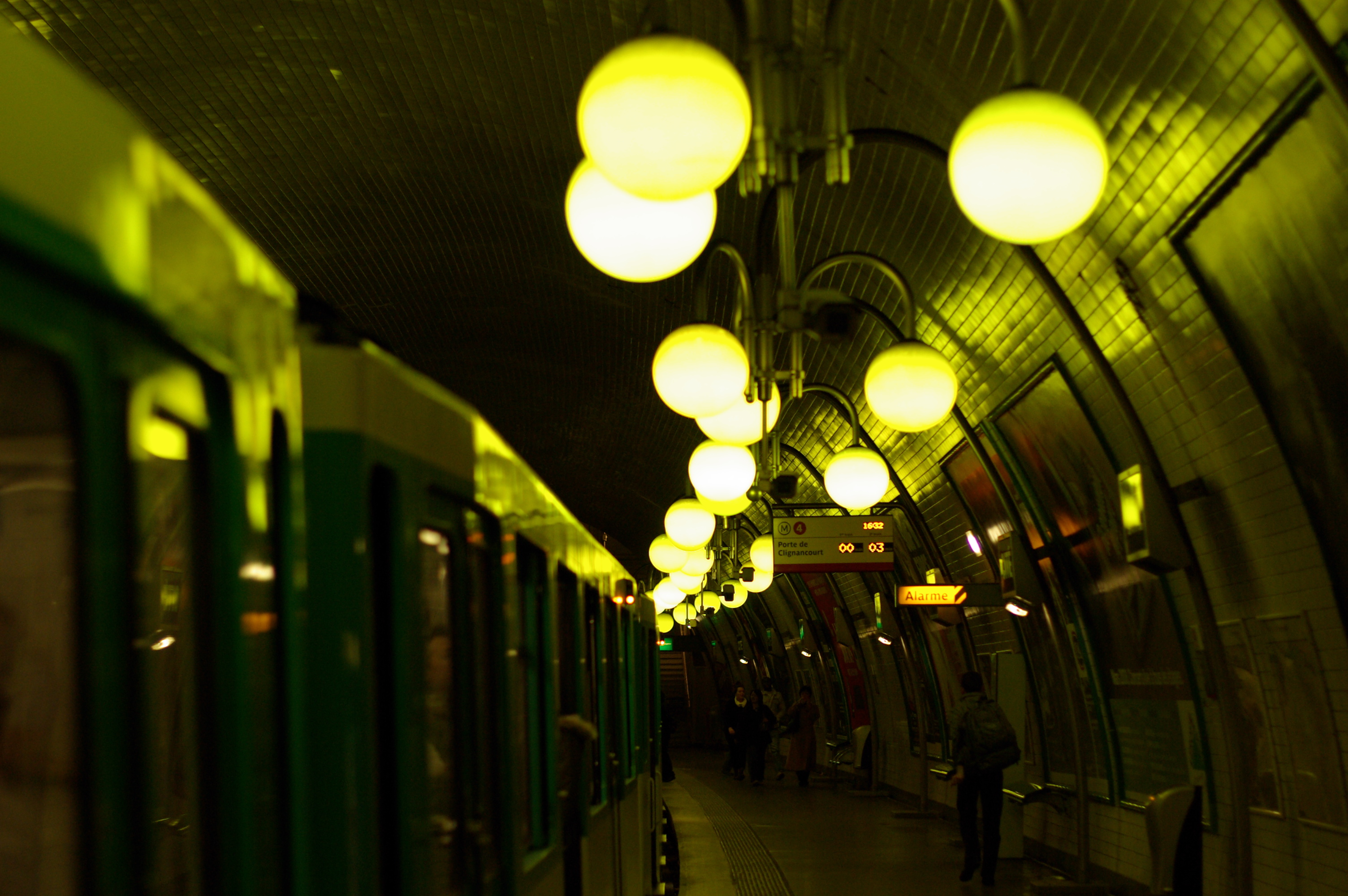
Cité
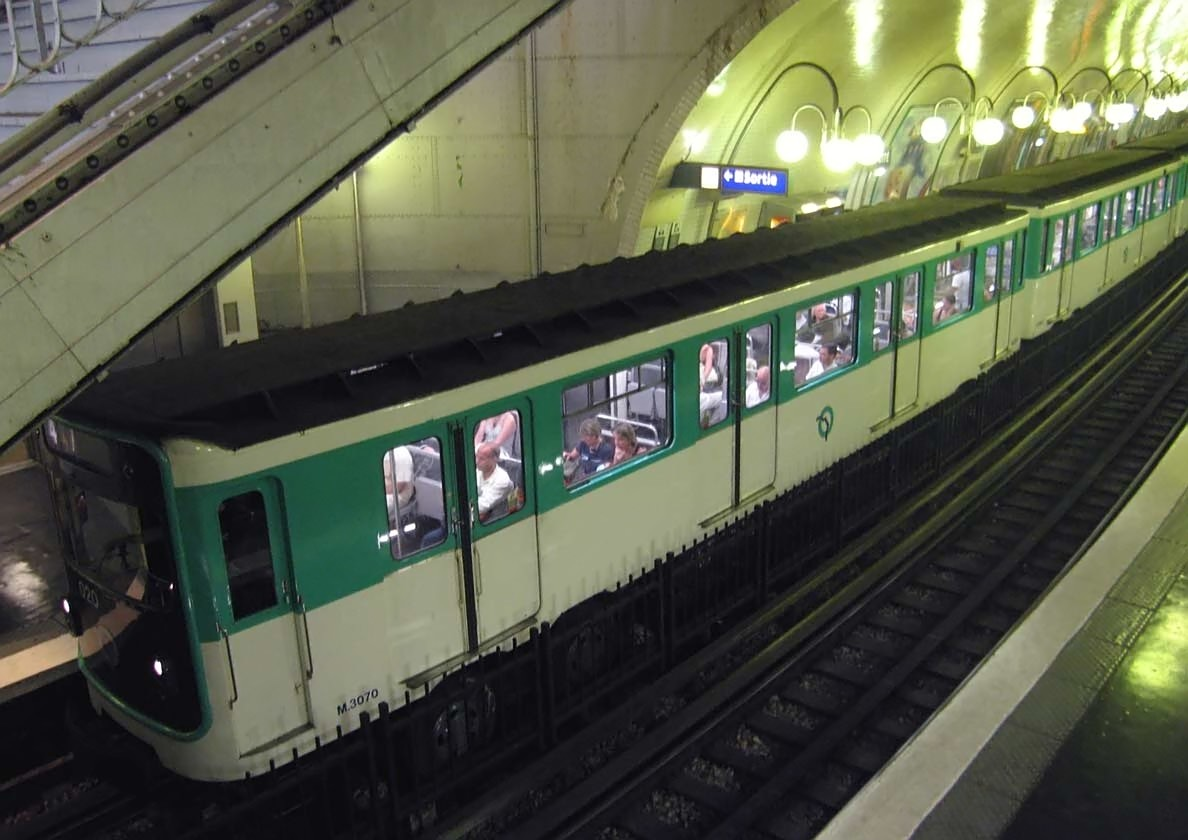
Cité
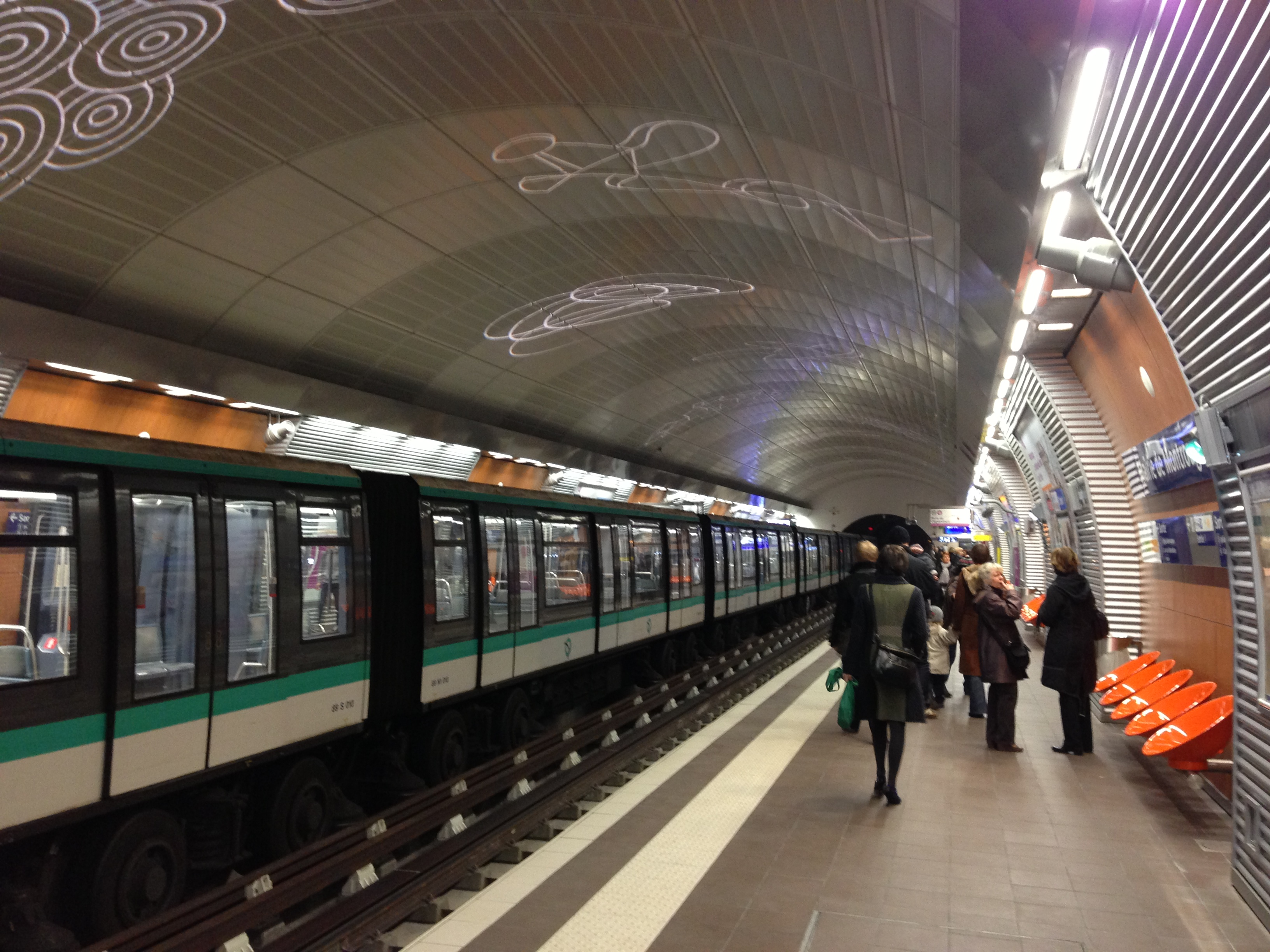
Mairie de Montrouge
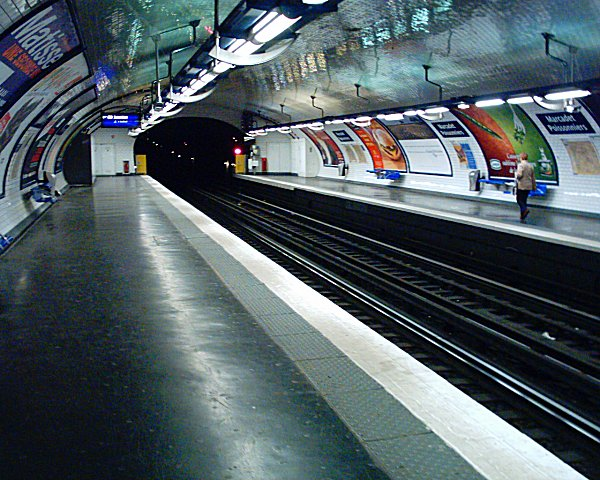
Marcadet – Poissonniers
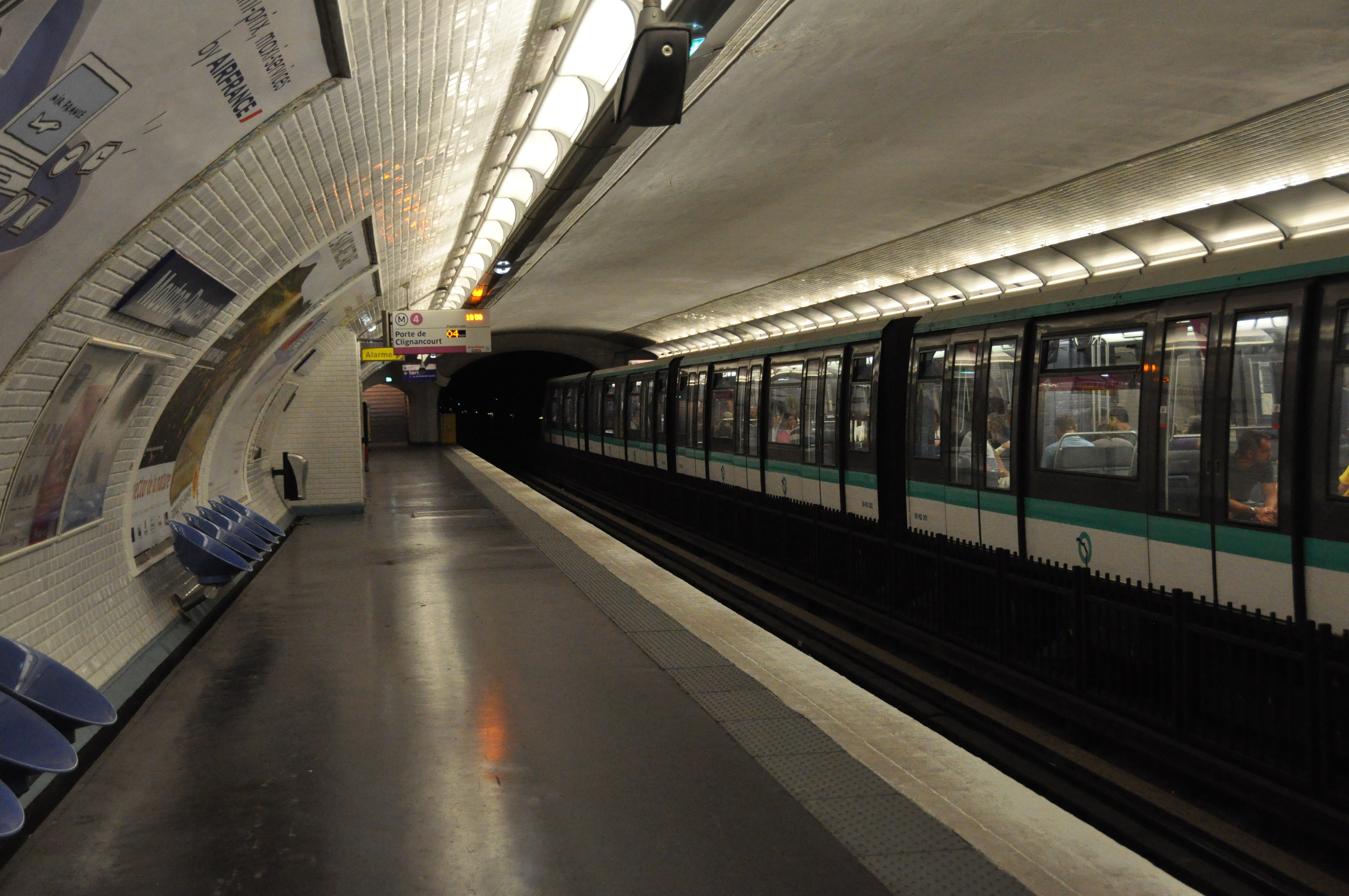
Mouton-Duvernet
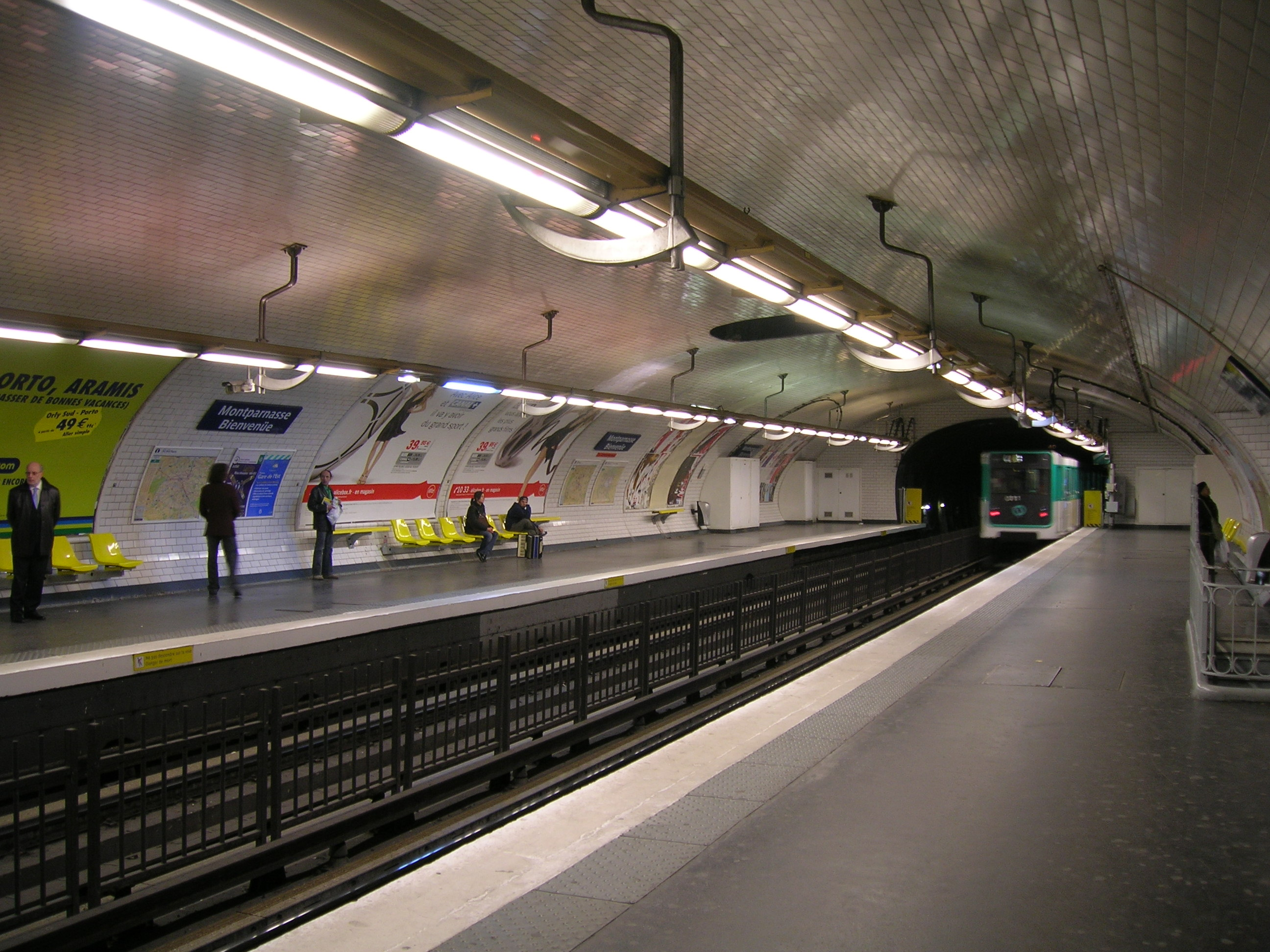
Montparnasse – Bienvenüe
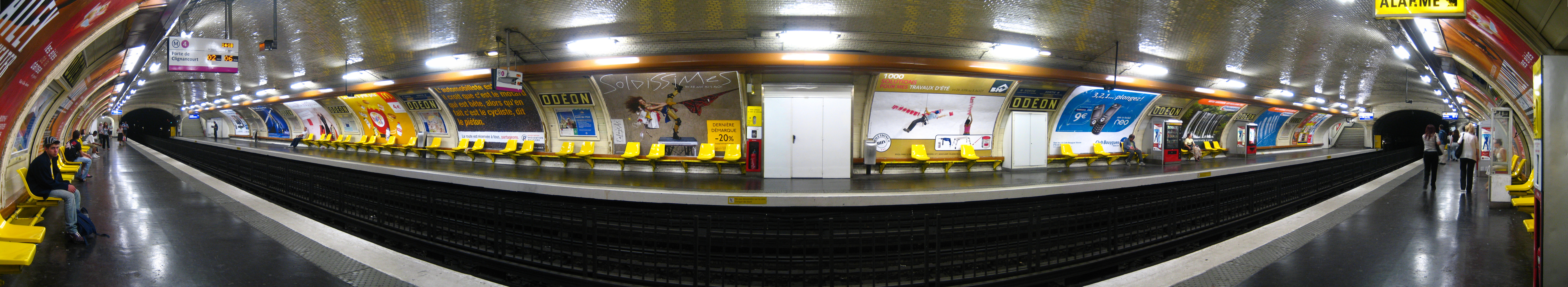
Odéon
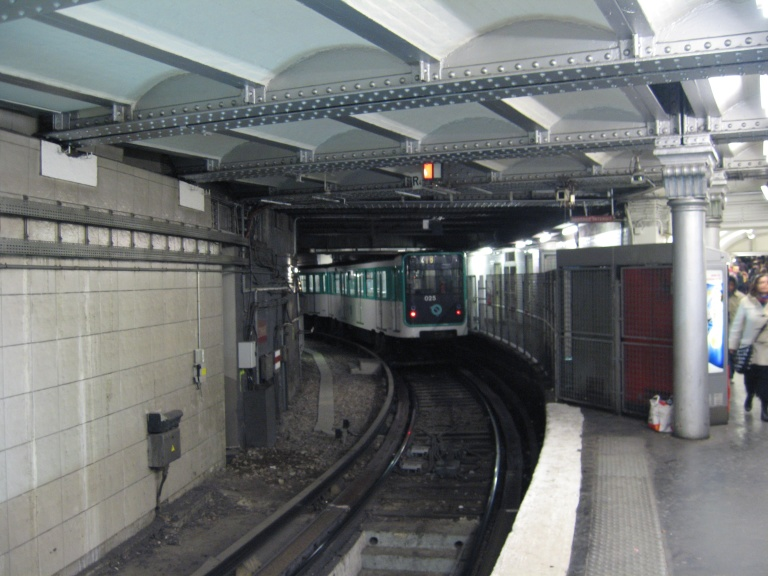
Porte d'Orleans
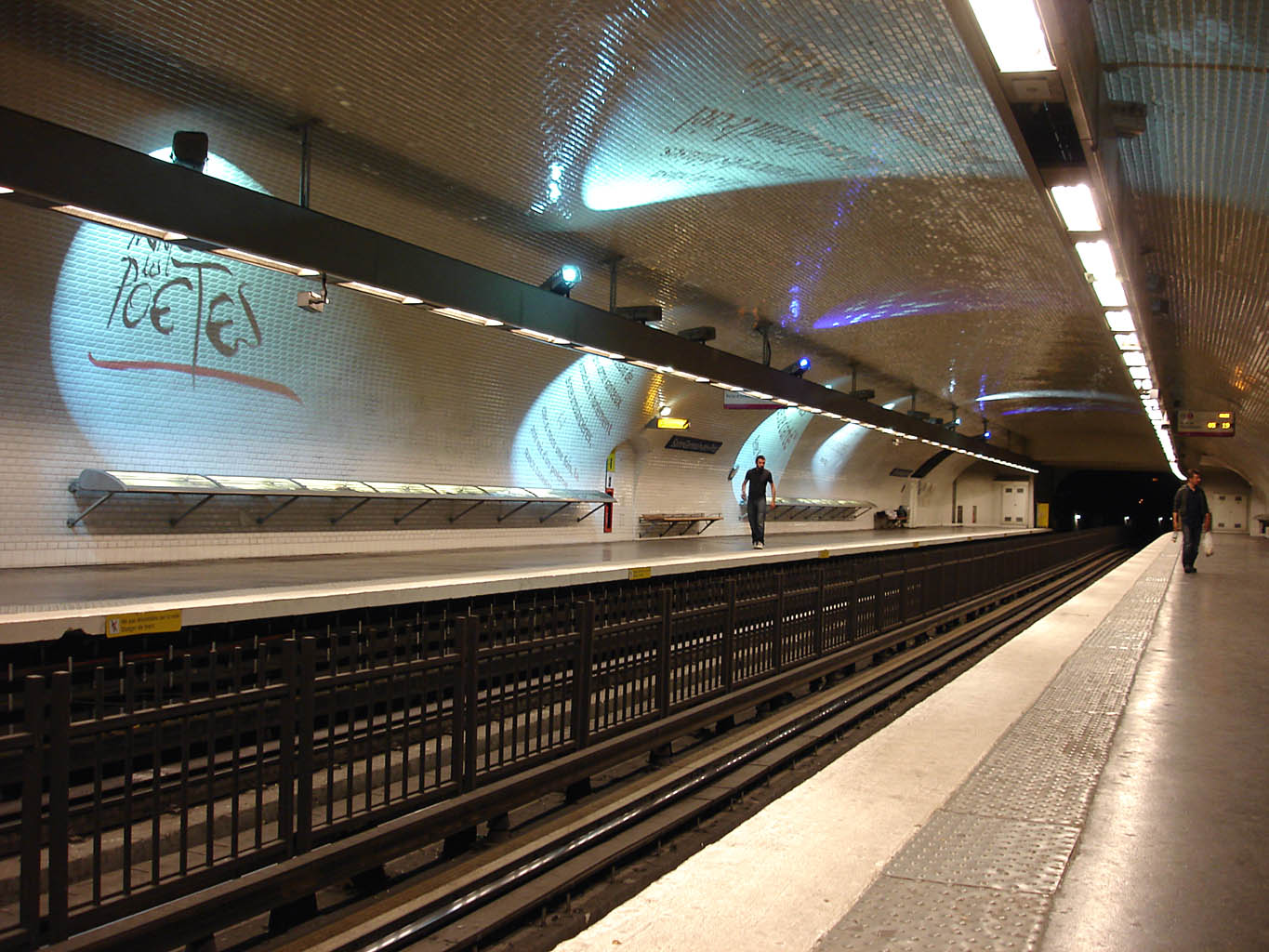
Saint-Germain-des-Prés
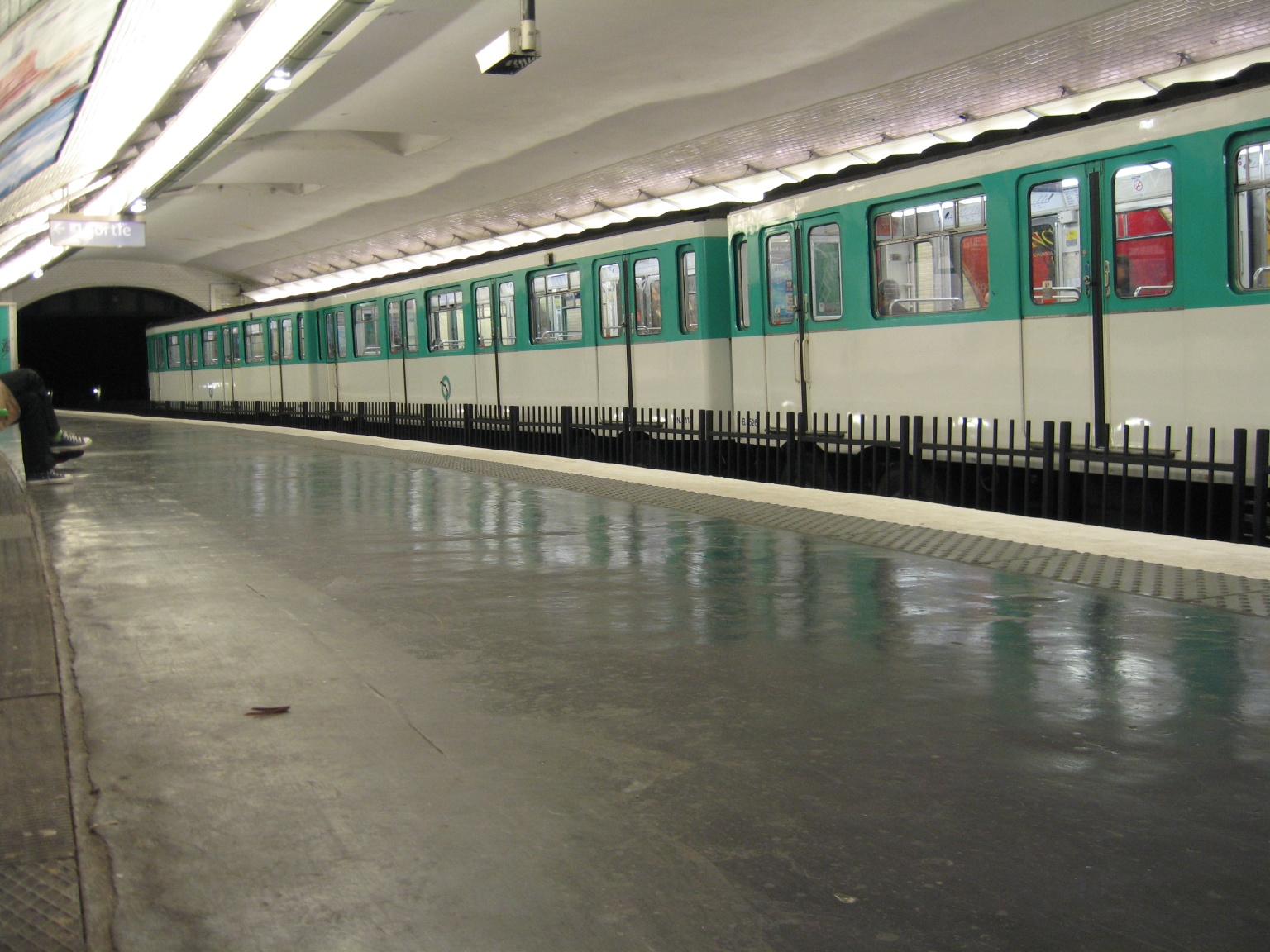
Vavin
- Vavin